# Gregori V de Constantinoble

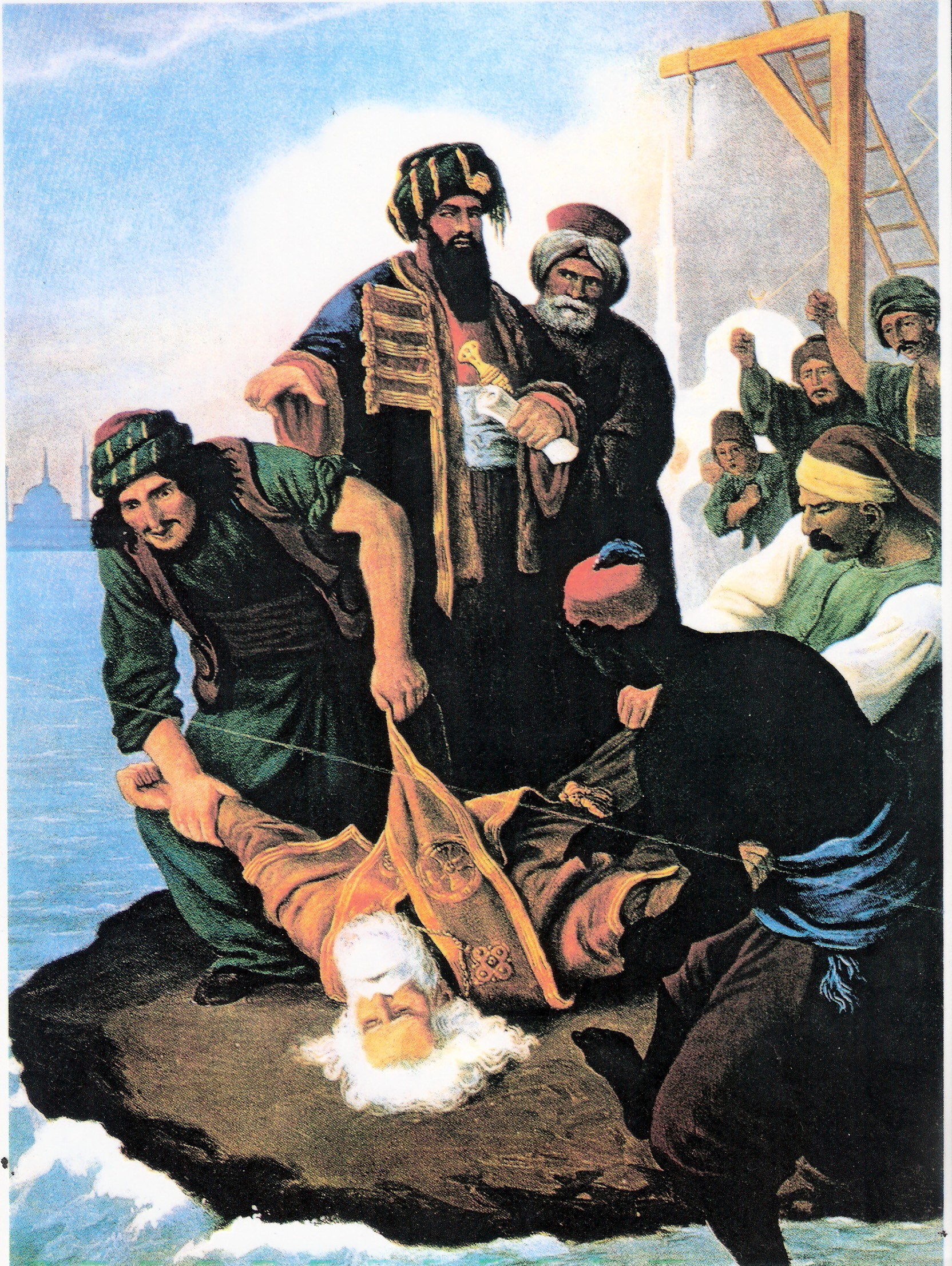
Gregori V de Constantinoble

Gregori V de Constantinoble (en grec Γρηγόριος Ε') (Dimitsana, Arcàdia, 1745 - Constantinoble, 22 d'abril de 1821) va ser patriarca ecumènic de Constantinoble tres vegades; la primera de l'any 1797 al 1798, la segona del 1806 al 1808 i la tercera del 1818 al 1821. Va morir d'una mort violenta. L'església Ortodoxa el va declarar sant i celebra la seva festa el dia 10 d'abril.
Va néixer a Dimitsana i el seu nom secular era Georgios Angelopulos. Va estudiar a la seva ciutat, a Atenes i a Esmirna, i practicava també l'ascetisme. En un principi es va dedicar a la vida monàstica. Va ser monjo en un dels monestirs de les illes Estròfades, on va prendre el nom de Gregori. Tornat a Esmirna, Procopi I el va consagrar diaca i Gregori el va servir com a ardiaca. Va ser ordenat prevere i protosincel·le. Procopi Va ser elegit patriarca de Constantinoble i Gregori va ser nomenat metropolità d'Esmirna. En aquest càrrec es va fer molt conegut, i quan el patriarcat de Constantinoble va quedar vacant, Gregori va ser elegit patriarca.
El seu govern com a patriarca va passar per moltes aventures i dificultats. El van destronar i exiliar l'any 1798 i es va retirar al monestir d'Iberon al mont Atos, on hi va ser durant set anys, dedicant-se a l'estudi. El 23 de setembre de 1806 el Sant Sínode el va cridar a Constantinoble on va ser patriarca per segona vegada. Els daltabaixos de la política otomana el van fer dimitir l'any 1808 i es va exiliar a les Illes dels Prínceps, i el 1810 va anar altre cop al Mont Atos on hi va viure durant nou anys. Però va ser elegit patriarca per tercera vegada el 15 de desembre de 1818 i va tornar a Istanbul el gener de 1819.
Va dirigir molt del treball de restauració de la Catedral Patriarcal de Sant Gregori, que havia estat cremada l'any 1738. Al començament de la Guerra d'independència de Grècia, Gregori V de Constantinoble va ser culpat pel sultà Mahmud II que l'acusava d'incapacitat per suprimir la revolta entre els cristians ortodoxos. Per ordre seva se'l van emportar fora de la Catedral Patriarcal després de la celebració del Diumenge de pasqua de 1821, juntament amb vuit sacerdots més, i el va deposar i tancar a la presó. A les tres de la tarda, el va penjar amb les vestidures Patriarcals a la porta principal de la seu patriarcal. Al ca de tres dies, encara penjat, el seu cos havia rebut moltes vexacions per la multitud enfurismada. Un grup de jueus va comprar el seu cos i el van llançar al canal del Bòsfor. El seu cos més tard el van trobar uns mariners grecs que el van portar en decret a Odessa, on el van enterrar.